# 花見站
33°44′38.0″N 130°27′58.4″E / 33.743889°N 130.466222°E

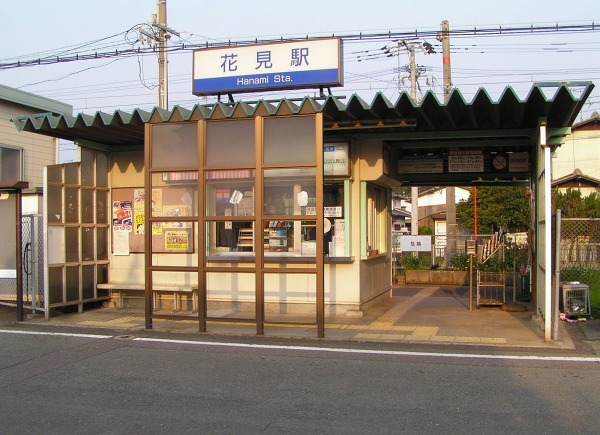
花見站 (2007年3月21日)

花見站是曾經存在於日本福岡縣古賀市花見南、西日本鐵道宮地岳線的廢站。1929年11月1日啟用，2007年4月1日廢止。